# Les Trois Visages de la peur
Pour plus de détails, voir Fiche technique et Distribution.
Les Trois Visages de la peur (I tre volti della paura) est un film d'épouvante fantastique italo-français en trois volets de Mario Bava sorti en 1963.
Après un prologue, présenté par Boris Karloff, démarre la première partie intitulée Le Téléphone avec Michèle Mercier. C'est un giallo triangulaire. Le second épisode Les Wurdalaks puise dans l'imagerie russe, inspiré par la nouvelle La Famille du Vourdalak d'Alexis Konstantinovitch Tolstoï, où se retrouvent Massimo Righi, Boris Karloff et Mark Damon dans la distribution. Enfin La Goutte d'eau, le plus terrifiant des trois, fait appel à une horreur plus viscérale. Le film se clôt sur une postface de Boris Karloff dans son rôle de Les Wurdalaks avec élargissement du champ sur l'équipe de tournage et les trucages, dans la version restaurée de 2019.

## Synopsis
Le Téléphone (Il telefono)
Rosy (Michèle Mercier), une call-girl française, rentre la nuit dans son appartement en sous-sol. Elle reçoit une série d'appels téléphoniques étranges. L'appelant s'identifie finalement comme Frank, son ancien souteneur qui s'est récemment évadé de prison. Rosy est terrifiée de savoir que c'est son témoignage qui a envoyé Frank en prison. Rosy téléphone à Mary (Lydia Alfonsi) pour avoir du réconfort. Les femmes se sont éloignées, mais Rosy est certaine que seule Mary peut l'aider. Mary accepte de venir cette nuit-là. Quelques secondes plus tard, Frank appelle à nouveau, promettant que peu importe ce que fait Rosy, il aura sa revanche. Rosy ne se rend pas compte que Mary se fait passer pour Frank au téléphone. Mary arrive à l'appartement de Rosy et tente de calmer les nerfs de Rosy. Mary donne à Rosy un grand couteau pour se protéger avant qu'elle ne s'endorme.
Pendant que Rosy dort, Mary écrit une confession expliquant que c'est elle qui a appeler pour provoquer la rencontre, sachant que Rosy l'appellerait à l'aide. Pendant qu'elle écrit, un intrus entre dans l'appartement. L'intrus c'est Frank (Milo Quesada), qui étrangle Mary. Le bruit de leur lutte réveille Rosy et Frank se rend compte qu'il s'est trompé de victime. Frank s'approche du lit de Rosy, elle saisit alors son couteau et poignarde Frank. Rosy laisse tomber le couteau et s'effondre, hystérique.
Les Wurdalaks (I Wurdulak)
Dans la Russie du XIXe siècle, Vladimir Durfe (Mark Damon) est un jeune noble qui trouve un cadavre décapité avec un couteau enfoncé dans le cœur. Il prend la lame et trouve refuge dans une petite chaumière. Durfe est approché par Giorgio (Glauco Onorato), qui explique que le couteau appartient à son père, qui a disparu depuis cinq jours. Giorgio offre une chambre à Durfe et le présente au reste de la famille : son épouse (Rika Dialina), leur jeune fils Ivan, le frère cadet de Giorgio Pietro (Massimo Righi) et sa sœur Sdenka (Susy Andersen). Ils attendent tous le retour de Gorca, le père de Giorgio, Pietro et Sdenka, qui est parti à la recherche d'un brigand turc qui est en fait un "wurdalak", un mort vivant qui se nourrit de sang humain, en particulier de ses proches. À minuit, Gorca (Boris Karloff) revient à la maison avec un comportement aigre et une apparence négligée. Après que la famille s'est endormie, Ivan et Pietro sont attaqués par Gorca, qui s'enfuit du chalet avec Ivan. Giorgio poursuit Gorca mais ne revient qu'avec le cadavre d'Ivan. Giorgio a l'intention de planter un couteau dans le coeur d'Ivan et de le décapiter pour l'empêcher de reprendre vie comme Wurdalak, mais sa femme l'en empêche. Ils conviennent d'enterrer leur fils.
La nuit même, leur enfant apparaît à l'extérieur et les supplie de le faire rentrer. Giorgio est poignardé par sa femme alors qu'elle tente de laisser entrer son fils. En ouvrant la porte, elle est accueillie par Gorca, qui la mord. Vladimir et Sdenka fuient la maison et se cachent dans les ruines d'un monastère abandonné. Alors que Vladimir dort, Sdenka sort et trouve Gorca et sa famille qui l'entourent. Vladimir se réveille et cherche Sdenka, la trouvant allongée immobile dans son lit à la maison. Sdenka lui conseille de partir mais, par amour, Vladimir refuse et, après avoir été étreinte par Vladimir, Sdenka lui mord le cou.
La Goutte d'eau (La goccia d'acqua)
Dans le Londres des années 1910, l'infirmière Helen Chester (Jacqueline Pierreux) est appelée par la servante (Milly Monti) d'une Comtesse médium âgée afin de préparer le cadavre de cette dernière pour son enterrement. Alors qu'elle habille le corps, elle remarque une bague en saphir à son doigt. H. Chester la vole, renversant accidentellement un verre d'eau qui coule sur le sol ; elle est alors assaillie par une mouche. H. Chester ramène la bague dans son appartement et se trouve témoin d'événements étranges. La mouche revient et continue de la harceler et les lumières de son appartement s'éteignent alors que le bruit de l'eau qui goutte se fait entendre à différents endroits. H. Chester trouve le cadavre de la femme allongé dans son lit. Il se lève et va vers elle. H. Chester implore alors son pardon, mais finit par s'étrangler elle même. Le lendemain matin, la concierge (Harriet White Medin) découvre le corps d'H.  Chester et appelle la police. Le pathologiste (Gustavo De Nardo) arrive pour examiner le corps et ne trouve qu'une petite ecchymose sur son doigt gauche où se trouvait autrefois la bague. Alors que le médecin (Alessandro Tedeschi) fait part de cette observation, la concierge apparaît angoissée et entend couler de l'eau.

## Fiche technique
- Titre original : I tre volti della paura
- Titre français : Les Trois Visages de la peur[1]
- Réalisation : Mario Bava
- Scénario : Marcello Fondato, Alberto Bevilacqua et Mario Bava d'après des histoires attribuées de façon fantaisiste dans le générique à Anton Tchekhov, Tolstoï et Guy de Maupassant. La seule attribution correcte est celle de Tolstoï, sauf qu'il ne s'agit pas de Léon, mais d'Alexis Nikolaïevitch Tolstoï pour sa nouvelle La Famille du Vourdalak.
- Musique : Roberto Nicolosi (version italienne) et Les Baxter (version américaine)
- Montage : Mario Serandrei
- Décors : Riccardo Domenicci
- Costumes : Tina Grani
- Maquillage : Otello Fava et Eugenio Bava
- Production : Salvatore Billitteri et Paolo Mercuri
- Sociétés de production : Emmepi Cinematografica (Italie) - Galatea Film (France) - Société Cinématographique Lyre (France) - Alta Vista Productions (Etats-Unis)
- Pays de production :  Italie /  France [1]
- Langue originale : italien
- Format : Couleurs - 1,85:1 - 35 mm
- Genres : film d'épouvante fantastique
- Durée : 92 minutes
- Qualification film : interdit aux moins de 16 ans
- Date de sortie : 
  - Italie : 23 août 1963
  - France : 17 novembre 1965[1]
- Affiches : Macario Gómez Quibus (Espagne), Boris Grinsson (France)

## Distribution
Le Téléphone (Il telefono)
- Michèle Mercier : Rosy
- Lydia Alfonsi (VF : Paule Emanuele)  : Mary
- Milo Quesada : Frank

Les Wurdalaks (I Wurdalak)
- Boris Karloff  (VF : Fernand Fabre) : Gorca
- Mark Damon  (VF : Hubert Noel) : Vladimir D'Urfe
- Susy Andersen : Sdenka
- Massimo Righi : Pietro
- Rika Dialina : Maria
- Glauco Onorato  (VF : Jacques Beauchey) : Giorgio

La Goutte d'eau (La goccia d'acqua)
- Jacqueline Pierreux : Helen Chester
- Milly  (VF : Cécile Didier) : La domestique
- Harriet Medin : Voisine
- Gustavo De Nardo  (VF : Gerard Ferat) : Inspecteur de police

## Production
Après le succès des deux films avec Hercule aux États-Unis, Les Travaux d'Hercule (1958) et Hercule et la Reine de Lydie (1959), la société de distribution américaine American International Pictures se dit prêt à financer l'avance sur recettes pour des films de genre italiens, même s'ils ne sont guère populaires en Italie. En février 1963, American International Pictures a conclu un accord avec la société de production italienne Galatea pour distribuer aux États-Unis un minimum de neuf films italiens au cours des huit années suivantes, dont La Fille qui en savait trop et Les Trois Visages de la peur.

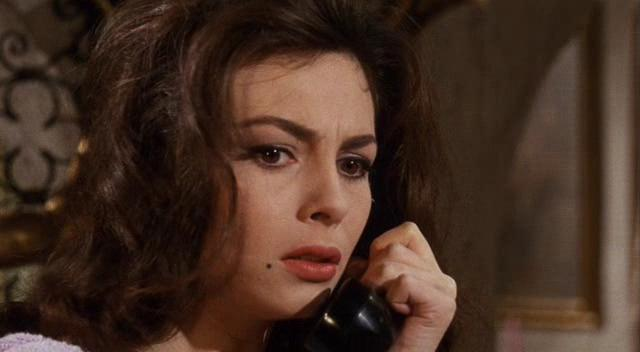
Michèle Mercier (Rosy) dans la scène du téléphone.

La composition des interprètes et de l'équipe des Trois Visages de la peur ont été répartis entre les deux pays coproducteurs franco-italien et le distributeur américain : Galatea a engagé l'actrice Susy Andersen tout en conservant Mario Bava, qui avait réalisé plusieurs de leurs films, dont Le Masque du démon. La distribution italienne inclut également la chanteuse et cabarettiste Milly, la cinquantaine à l'époque qui avait commencé à tourner dans des téléphones blancs dès les années 1930. Dans le premier sketch, les seconds rôles sont occupés par Lydia Alfonsi, qui avait déjà joué dans quelques péplums comme La Guerre de Troie, et l'acteur argentin Milo Quesada. La Société Cinématographique Lyre a engagé Michèle Mercier et Jacqueline Pierreux en tête d'affiche pour le premier sketch et le troisième sketch respectivement. Mercier avait déjà travaillé avec Bava sur Les Mille et Une Nuits (1961), qu'il a coréalisé avec l'Américain Henry Levin. Le distributeur American International Pictures s'est chargé de faire venir Mark Damon et la légende du cinéma fantastique Boris Karloff. Il a été décidé dès le début de la production que Boris Karloff jouerait non seulement le rôle principal dans le deuxième sketch, mais qu'il serait également le « maître de cérémonie » du film ; il avait récemment animé sa propre série télévisée d'anthologie, Thriller. Karloff était sous contrat avec American International Pictures, et venait juste de terminer le tournage de Le Corbeau de Roger Corman pour eux.
Bava est crédité de l'écriture du scénario du film avec Alberto Bevilacqua et Marcello Fondato. Le générique du film prétend que le film est adapté des romans suivants : La Goutte d'eau d'Anton Tchekov, Le Téléphone de F.G. Snyder et La Famille du Vourdalak d'Alexis Tolstoï,. Bava s'est ensuite attribué le mérite de l'histoire originale de La Goutte d'eau, mais le critique italien Antonio Bruschini a retracé ses origines dans une nouvelle intitulée Dalle tre alle tre e mezzo (litt. « Entre trois heures et trois heures trente ») qui figurait dans un recueil de nouvelles publié en 1960 intitulée Storie di fantasmi (litt. « Histoires de fantômes »),,. L'historien britannique Julian Granger a identifié l'auteur de la nouvelle comme étant Franco Lucentini. Le Wurdulak est librement inspiré de La Famille du Vourdalak, une nouvelle écrite en français par Alexis Konstantinovitch Tolstoï. L'histoire du Wurdulak se trouve dans l'anthologie de 1960 I vampiri tra noi. D'autres parties de l'histoire ont été inspirées par la première nouvelle La Peur de Guy de Maupassant et le Dracula de Bram Stoker.
Bevilacqua a déclaré que Bava voulait créer une histoire sur la façon dont la terreur peut frapper l'humanité à différentes époques et a demandé à ses scénaristes de lui trouver des histoires adaptés de romans,. Après que Bevilacqua ait terminé son projet de scénario, Marcello Fondato a été engagé pour y travailler. Bevilacqua a affirmé avoir été rappelé pour des réécritures ultérieures, mais que la plupart des éléments qu'il avait ajoutés ont été supprimés du film final. Le distributeur American International Pictures a approuvé l'idée thématique de Bava, mais l'a encouragé à chercher des titres du domaine public.
Le directeur de la photographie du film est crédité comme étant Ubaldo Terzano, mais Bava a tourné plusieurs scènes lui-même sans être crédité.

### Tournage

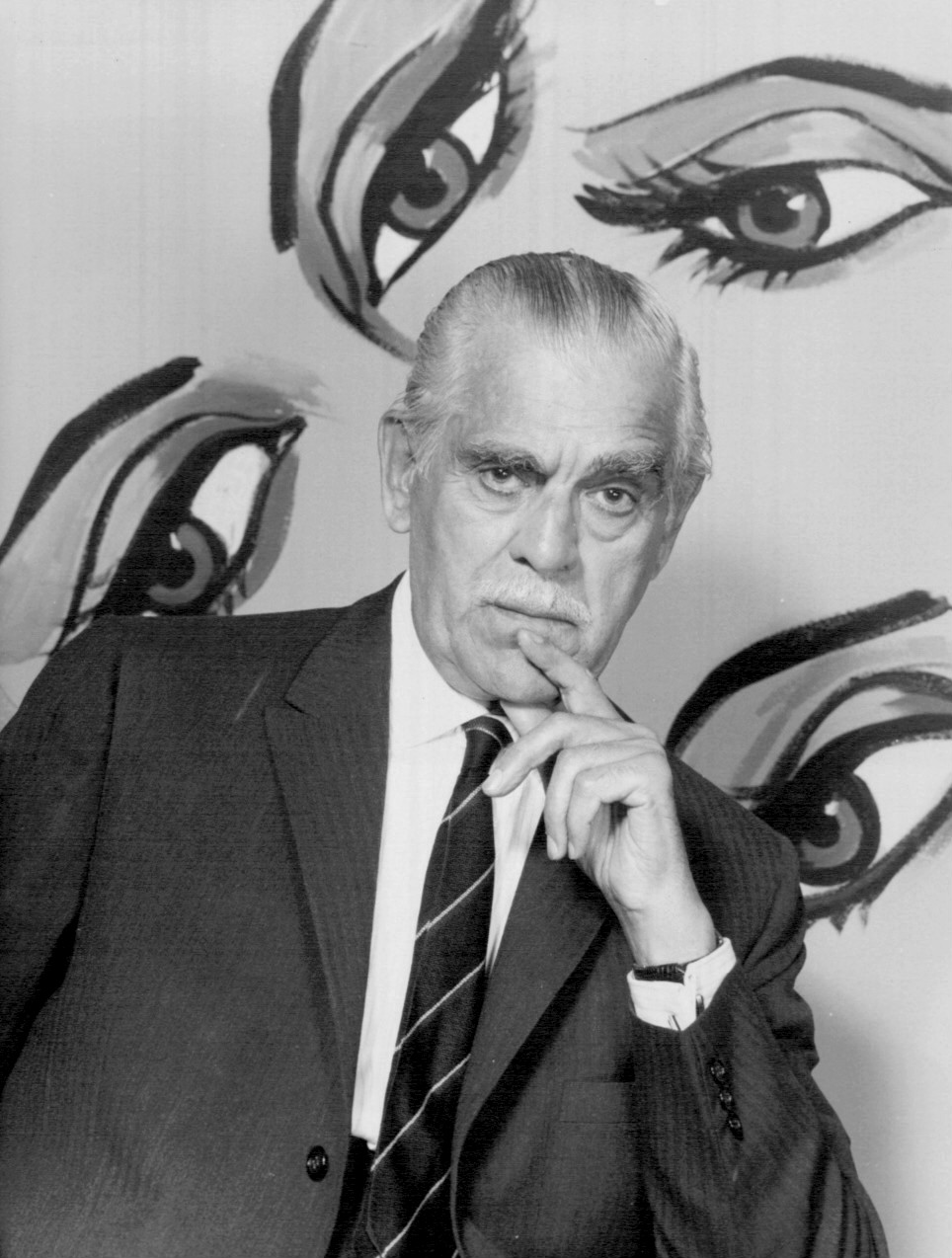
Pendant le tournage, Boris Karloff a contracté une pneumonie.

Le tournage des Trois Visages de la peur débute à la fin de la production de La Fille qui en savait trop et dure huit semaines entre février et mars 1963. L'avance sur recettes du distributeur American International au film a permis à Salvatore Billitteri d'être présent sur le plateau pour superviser le film en vue de son doublage lors de sa sortie en anglais. Comme le film allait être doublé en plusieurs langues, les acteurs ne pouvaient plus prononcer phonétiquement leurs dialogues, qui devaient être rythmés pour correspondre aux différentes langues. Billitteri était également présent sur le plateau pour donner des suggestions à Bava sur la manière de rendre son film plus approprié au public américain, ce qui l'a conduit à diminuer la quantité de violence dans le film. Le film a d'abord été conçu sous le titre La Peur en référence à nouvelle homonyme de Maupassant.
Bava voulait inclure une histoire contemporaine, ce qui a conduit au développement du Téléphone. Le Téléphone a été décrit comme l'une des premières tentatives de Bava pour réaliser un giallo. Certains éléments du décor du Téléphone sont tirés du giallo en noir et blanc La Fille qui en savait trop (1962).
Le Wurdulak était le dernier des courts métrages à être tourné, le tournage commençant le 25 ou le 27 février. Pendant le tournage, Karloff a contracté une pneumonie, ce qui l'a obligé à porter un masque à oxygène après la fin de la production. Bava devait initialement terminer le film sur un plan de la mort de Jacqueline Pierreux. Le dernier jour du tournage, Billitteri a suggéré de ne pas terminer le film sur une image aussi sombre et a demandé à Bava de la changer. Bava a modifié la fin en montrant le personnage de Boris Karloff, Gorka, à cheval, qui avertit le public de se méfier des vampires. La caméra élargit ensuite le champ pour montrer qu'il est sur un cheval empaillé, révélant le décor du studio et les effets visuels du film. Cette technique peut être considérée comme relevant du métacinéma.

## Exploitation
Le film sort en Italie par l'intermédiaire de Warner Bros. le 17 août 1963, sous le titre I tre volti della paura. Le film enregistre 514 925 entrées et rapporte 103,5 millions de lires italiennes lors de sa sortie originale en Italie ce qui équivaut environ à la moitié de son budget de 205 millions de lires, faisant du film un bide au box-office. Le coscénariste Alberto Bevilacqua a suggéré que la mauvaise billetterie du film était peut-être due à une mauvaise publicité, rappelant que « quelqu'un a fait une fausse couche en le regardant, ou quelque chose comme ça », ce qui aurait dissuadé le public de se rendre en salle.
La version américaine titrée Black Sabbath et distribuée par la American International connut de notables changements : l'ordre des sketchs y est bousculé, une bande musicale à la tonalité plus jazzy composée par Les Baxter remplace l'originale de Roberto Nicolosi (it), certains bouts de séquence sont soit tronqués soit allongés et des intermèdes inédits avec Boris Karloff dans son propre rôle s'ajoutent à ses interventions en début et en fin de film. Le sketch le plus altéré est notamment Le Téléphone, travesti en une plus conventionnelle histoire de fantômes où toute allusion au lesbianisme est gommée. La production avance que leur public cible sont les jeunes, alors que le cinéma d'épouvante en Europe est destiné aux adultes. Le film sort aux États-Unis le 6 mai 1964 dans le cadre d'une séance double avec le film La Fille qui en savait trop de Bava, alors intitulé Evil Eye. Le titre anglais de Black Sabbath a été choisi pour faire le lien avec le film précédent de Bava, Black Sunday, le titre anglais du Masque du démon (1960).
Aux États-Unis, le film a également connu un succès très modeste, rapportant 419 000 dollars américains, soit moins des deux tiers des recettes du Masque du démon, évaluées à 706 000 dollars. Tout en faisant l'éloge de la maquette de Reynold Brown pour la campagne publicitaire d'AIP, l'historien du cinéma Tim Lucas a suggéré que son incapacité à tirer parti de la popularité de Karloff auprès du jeune public était un facteur clé de la performance commerciale relativement maigre du film.
Le film a été distribué par The Rank Organisation en France le 17 novembre 1965. Lucas a estimé que l'une des affiches utilisées pour la sortie française, créée par Boris Grinsson et représentant Michèle Mercier, Susy Andersen et Jacqueline Pierreux menacées par les mains d'un prétendu étrangleur, était la « plus belle » des affiches produites pour le film,. À l'instar de son échec commercial italien, le film n'a réuni en France que 230 461 spectateurs dont 90 564 à Paris (avec un démarrage de 11 186 entrées en première semaine à Paris)

## Postérité

### Musique

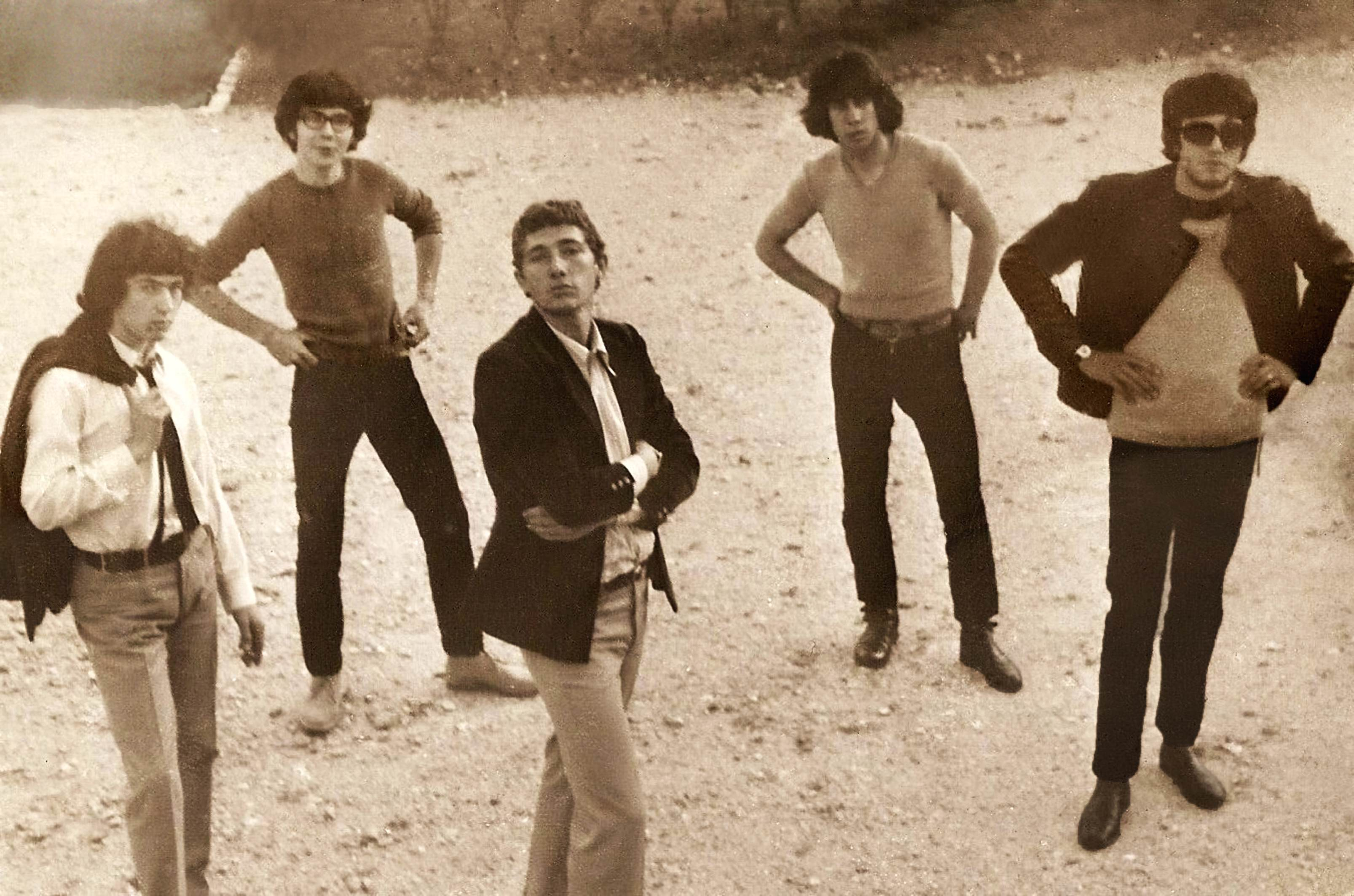
Le groupe musical Les Wurdalaks, dont le nom est inspiré du film, est un précurseur du groupe français de rock progressif Magma.

Le titre du second sketch du film ainsi que la nouvelle originale de A.K. Tolstoï a inspiré Christian Vander pour Les Wurdalaks, le nom d'une de ses premières formations, fondée fin 1964 et dissoute fin 1965, avant qu'il ne forme le groupe Magma,.

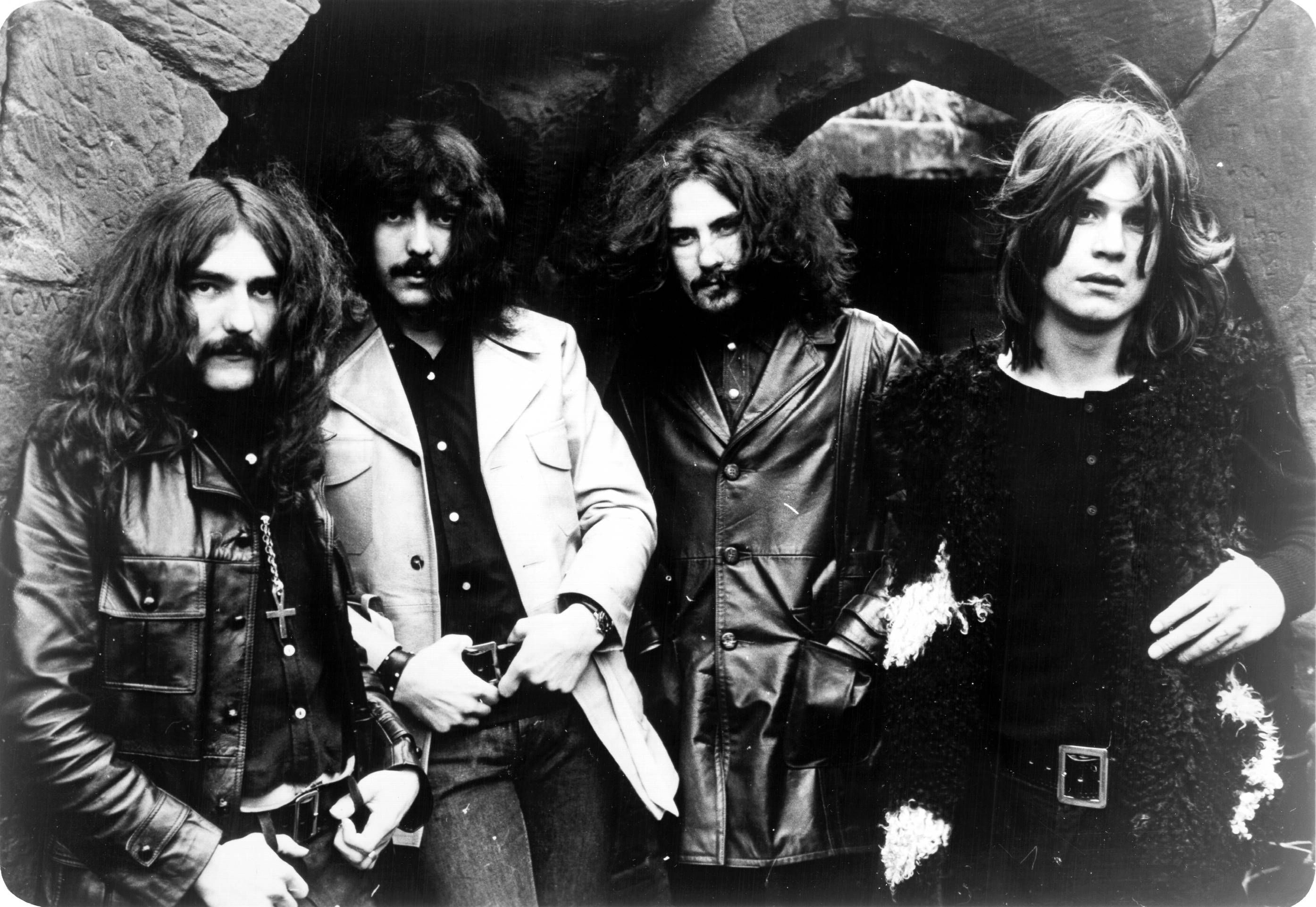
Le groupe de métal anglais Black Sabbath a emprunté le nom de son groupe au titre anglais du film.

En août 1969, le groupe rock britannique précurseur du heavy metal initialement nommé « Earth » dut renoncer à ce nom parce qu'un groupe concurrent l'avait déjà adopté, et en choisit un nouveau, Black Sabbath, en référence au titre anglophone de ce film. Les quatre membres du groupe remarquent un cinéma local jouer le film Black Sabbath et sont interloqués que les gens paient de l'argent pour avoir peur. Après avoir vus le film eux-mêmes, ils décident d'utiliser son titre anglophone comme leur nouveau nom de groupe.

### Cinéma
Boris Karloff a apprécié de travailler avec Bava sur Les Trois Visages de la peur, et il a fait l'éloge de son travail auprès de Christopher Lee et Vincent Price qui travailleront plus tard avec Bava dans Le Corps et le Fouet et L'Espion qui venait du surgelé respectivement. Il était prévu de réunir Bava, Karloff et Lee pour travailler sur une adaptation de L'Abomination de Dunwich, provisoirement intitulée Scarlet Friday. Le projet a ensuite été retiré à Bava après l'échec critique et commercial du film L'Espion qui venait du surgelé, et a été produit sous le titre Horreur à volonté réalisé par Daniel Haller; le film a été tourné sans la participation de Karloff et Lee,,.
D'après Quentin Tarantino et Roger Avary, ce film est l'une des sources d'inspiration du film Pulp Fiction, qui devait au départ suivre la même structure  : 3 courts-métrages réalisés par 3 réalisateurs différents (Quentin Tarantino, Roger Avary et un troisième, inconnu). Tarantino a alors déclaré que « ce que Mario Bava a fait avec le film d'horreur dans Les Trois Visages de la peur, je vais le faire avec le film policier ». Le film a finalement évolué pour devenir 3 histoires entremêlées en une et n'être réalisé que par Quentin Tarantino,.
En 2004, Sergio Stivaletti réalise un film d'épouvante à sketches, I tre volti del terrore, organisé selon le même principe d'un récit cadre avec un conteur qui apparaît au début et à la fin du film et de trois contes différents. Le fils de Mario Bava, Lamberto Bava, y fait une apparition.